# Спрингфилд (Джорджия)
Спри́нгфилд (англ. Springfield) — американский город и административный центр округа Эффингхем, Джорджия. По данным переписи 2010 года население составляло 2520 человек. 

## Население
По данным переписи 2000 года население составляло 1 821 человекa, в городе проживало 453 семьи, находилось 633 домашних хозяйства и 704 строение с плотностью застройки 127,6 строения на км². Плотность населения 330,1 человек на км². Расовый состав населения: белые — 76,28 %, афроамериканцы — 22,13 %, коренные американцы (индейцы) — 0,38 %, азиаты — 0,05 %, гавайцы — 0,11, представители других рас — 0,77 %, представители двух или более рас — 0,27 %. Испаноязычные составляли 2,03 % населения.
В 2000 году средний доход на домашнее хозяйство составлял $36 544 USD, средний доход на семью $41 071 USD. Мужчины имели средний доход $35 096 USD, женщины $25 192 USD. Средний доход на душу населения составлял $16 519 USD. Около 11,1 % семей и 13,4 % населения находятся за чертой бедности, включая 17,4 % молодежи (до 18 лет) и 8,6 % престарелых (старше 65 лет).